# Морфео, Доменико
Доменико Морфео (итал. Domenico Morfeo; род. 16 января 1976, Пешина, Абруцци) — итальянский футболист, атакующий полузащитник известный по выступлениям за клубы «Парма» и «Аталанта». Участник Олимпийских игр 1996 в Атланте.

## Клубная карьера
Морфео — воспитанник клуба «Аталанта». 20 декабря 1993 года в матче против «Дженоа» он дебютировал в Серии А. Доменико сыграл в 9 играх и забил 3 гола, но команда вылетела в Серию B. Морфео остался в родном клубе и уже через год помог ему вернуться в элиту.
В 1996 году он перешёл в «Фиорентину». Сумма трансфера составила 8,5 млрд лир. Первый сезон в составе «фиалок» стал самым успешным, Доменико забил 5 голов в 26 матчах. В 1998 году он потерял место в основе и перешёл на правах аренды в «Милан». Из-за высокой конкуренции Морфео нечасто выходил на поле, но несмотря на это смог стать чемпионом Италии в составе «россонери». После окончания аренды он был сразу же отдан «Кальяри», а затем «Вероне». Доменико попытался реанимировать карьеру во Флоренции, но вновь отправился в аренду, в родную «Аталанту». После возвращения, Морфео сыграл за «Фиорентину» 18 матчей и забил 2 гола.
Летом 2002 года Доменико перешёл в миланский «Интер», как свободный агент. Морфео был футболистом резерва и принял участие всего в 17 матчах чемпионата. По окончании сезона он перешёл в «Парму» на правах аренды. В первом же сезоне Доменико ярко проявил себя и пармезанцы выкупили его трансфер у «нерадзури». Вместе с Альберто Джиллардино Морфео стал одним из лидеров клуба выступал за «Парму» ещё четыре сезона.
В 2008 году Доменико перешёл в команду Серии B «Брешиа». Он сыграл всего один матч в Кубке Италии, после чего объявил о расторжении контракта с клубом из-за спекуляций на его имени. В 2009 году Морфео выступал у своего бывшего тренера по «Аталанте» Эмилиано Мандонико за «Кремонезе». В 2011 году Доменико завершил карьеру в полулюбительской команде «Сан Бенедетто дей Марси».

## Международная карьера
В 1996 году Доменико в составе молодёжной национальной команды выиграл молодёжный чемпионат Европы в Испании. В том же году в составе олимпийской сборной Италии Морфео принял участие в Олимпийских играх в Атланте. На турнире он сыграл в матчах группового этапа против команд Мексики и Южной Кореи.

## Достижения
Командные
 «Милан»
- Чемпионат Италии по футболу — 1998/1999

Международная
 Италия (до 21)
- Чемпионат Европы по футболу среди молодёжных команд — 1996